# GD Tourizense
GD Tourizense, właśc. Grupo Desportivo Tourizense – portugalski klub piłkarski z siedzibą w Touriz.

## Historia
Klub został założony w 1975. W swojej historii rozegrał 13 sezonów na poziomie trzeciej ligi (w latach 2004–2017).

## Reprezentanci kraju grający w klubie
stan na listopad 2023
|  | - Aguinaldo - Manuel Machado - João Martins - Paná - Gilchrist Nguema - Ibraíma Baldé - Eridson - Vladimir Gomes - Emílio da Silva - Steven Vitória - Francis Ouma - Gerson |  | - Thibang Phete - Éder - Licá - Tiago Almeida - Nivaldo Alves - Kay - David Silva - Platini Soares - João Vicente - William Barbosa - Jessi Tati |